# Schweizer Alpine Skimeisterschaften 2019
Die Schweizer Alpinen Skimeisterschaften 2019 fanden vom 18. bis 24. März im Kanton Schwyz statt. Die Rennen in den Disziplinen Abfahrt, Super-G und Kombination wurden auf dem Stoos ausgetragen, die Rennen in den Disziplinen Riesenslalom und Slalom in Hoch-Ybrig.

## Herren

### Abfahrt
| Platz | Sportler         | Zeit (min) |
| ----- | ---------------- | ---------- |
| 1     | Urs Kryenbühl    | 1:19,19    |
| 2     | Gino Caviezel    | 1:19,33    |
| 3     | Gilles Roulin    | 1:19,44    |
| 4     | Semyel Bissig    | 1:19,75    |
| 5     | Stefan Rogentin  | 1:19,88    |
| 5     | Cédric Ochsner   | 1:19,88    |
| 7     | Sandro Simonet   | 1:19,93    |
| 8     | Luca Aerni       | 1:20,26    |
| 9     | Gianluca Amstutz | 1:20,74    |
| 10    | Marco Kohler     | 1:20,84    |

Datum: 21. März 
 Ort: Stoos

### Super-G
| Platz | Sportler         | Zeit (min) |
| ----- | ---------------- | ---------- |
| 1     | Gilles Roulin    | 1:19,89    |
| 2     | Sandro Simonet   | 1:20,73    |
| 3     | Carlo Janka      | 1:20,91    |
| 4     | Lukas Zippert    | 1:21,03    |
| 5     | Stefan Rogentin  | 1:21,17    |
| 6     | Yannick Chabloz  | 1:21,20    |
| 7     | Semyel Bissig    | 1:21,47    |
| 8     | Josua Mettler    | 1:21,61    |
| 9     | Gianluca Amstutz | 1:21,82    |
| 10    | Marco Kohler     | 1:21,83    |

Datum: 22. März 
 Ort: Stoos

### Riesenslalom
| Platz | Sportler        | Zeit (min) |
| ----- | --------------- | ---------- |
| 1     | Cédric Noger    | 2:07,19    |
| 2     | Loïc Meillard   | 2:07,68    |
| 3     | Sandro Jenal    | 2:07,90    |
| 4     | Luca Aerni      | 2:08,09    |
| 5     | Reto Schmidiger | 2:08,14    |
| 6     | Lukas Zippert   | 2:08,22    |
| 7     | Gino Caviezel   | 2:08,29    |
| 8     | Elia Zurbriggen | 2:08,38    |
| 9     | Daniel Yule     | 2:08,48    |
| 10    | Daniele Sette   | 2:08,55    |

Datum: 24. März 
 Ort: Hoch-Ybrig

### Slalom
| Platz | Sportler          | Zeit (min) |
| ----- | ----------------- | ---------- |
| 1     | Loïc Meillard     | 1:40,79    |
| 2     | Ramon Zenhäusern  | 1:40,87    |
| 3     | Luca Aerni        | 1:42,55    |
| 4     | Marc Rochat       | 1:43,55    |
| 5     | Reto Schmidiger   | 1:43,76    |
| 6     | Marco Reymond     | 1:43,87    |
| 7     | Noel von Grünigen | 1:43,88    |
| 8     | Semyel Bissig     | 1:44,17    |
| 9     | Matthias Iten     | 1:44,33    |
| 10    | Anthony Bonvin    | 1:44,47    |

Datum: 23. März 
 Ort: Hoch-Ybrig

### Kombination
| Platz | Sportler          | Zeit (min) |
| ----- | ----------------- | ---------- |
| 1     | Sandro Simonet    | 2:03,16    |
| 2     | Gilles Roulin     | 2:04,45    |
| 3     | Yannick Chabloz   | 2:04,62    |
| 4     | Reto Schmidiger   | 2:04,77    |
| 5     | Noel von Grünigen | 2:05,39    |
| 6     | Josua Mettler     | 2:05,40    |
| 7     | Joel Lütolf       | 2:05,66    |
| 8     | Marco Kohler      | 2:05,75    |
| 9     | Florian Kunz      | 2:06,50    |
| 10    | Lukas Zippert     | 2:06,75    |

Datum: 22. März 
 Ort: Stoos

## Damen

### Abfahrt
| Platz | Sportlerin         | Zeit (min) |
| ----- | ------------------ | ---------- |
| 1     | Corinne Suter      | 1:20,91    |
| 2     | Priska Nufer       | 1:21,35    |
| 3     | Nathalie Gröbli    | 1:21,39    |
| 4     | Joana Hählen       | 1:22,20    |
| 5     | Lindy Etzensperger | 1:22,78    |
| 6     | Noémie Kolly       | 1:23,24    |
| 7     | Rahel Kopp         | 1:23,43    |
| 8     | Jasmina Suter      | 1:23,49    |
| 9     | Stephanie Jenal    | 1:23,58    |
| 10    | Luana Flütsch      | 1:23,85    |

Datum: 21. März 
 Ort: Stoos

### Super-G
| Platz | Sportlerin         | Zeit (min) |
| ----- | ------------------ | ---------- |
| 1     | Corinne Suter      | 1:21,79    |
| 2     | Priska Nufer       | 1:22,17    |
| 3     | Nathalie Gröbli    | 1:22,47    |
| 4     | Jasmine Flury      | 1:22,60    |
| 5     | Rahel Kopp         | 1:22,69    |
| 6     | Lindy Etzensperger | 1:22,73    |
| 7     | Jasmina Suter      | 1:23,13    |
| 8     | Joana Hählen       | 1:23,66    |
| 8     | Noémie Kolly       | 1:23,66    |
| 10    | Luana Flütsch      | 1:23,86    |

Datum: 22. März 
 Ort: Stoos

### Riesenslalom
| Platz | Sportlerin         | Zeit (min) |
| ----- | ------------------ | ---------- |
| 1     | Camille Rast       | 2:05,79    |
| 2     | Wendy Holdener     | 2:06,20    |
| 3     | Selina Egloff      | 2:06,59    |
| 4     | Andrea Ellenberger | 2:06,88    |
| 5     | Lindy Etzensperger | 2:06,90    |
| 6     | Charlotte Chable   | 2:06,96    |
| 7     | Aline Danioth      | 2:07,07    |
| 8     | Jasmina Suter      | 2:07,09    |
| 9     | Simone Wild        | 2:07,37    |
| 10    | Nicole Good        | 2:07,38    |

Datum: 23. März 
 Ort: Hoch-Ybrig

### Slalom
| Platz | Sportlerin       | Zeit (min) |
| ----- | ---------------- | ---------- |
| 1     | Wendy Holdener   | 1:44,78    |
| 2     | Charlotte Chable | 1:45,82    |
| 3     | Nicole Good      | 1:45,84    |
| 4     | Aline Danioth    | 1:45,98    |
| 5     | Rahel Kopp       | 1:46,06    |
| 6     | Selina Egloff    | 1:47,17    |
| 7     | Norina Mooser    | 1:49,71    |
| 8     | Simone Wild      | 1:50,59    |
| 9     | Zara Maillard    | 1:50,62    |
| 10    | Aline Höpli      | 1:51,12    |

Datum: 24. März 
 Ort: Hoch-Ybrig

### Kombination
| Platz | Sportlerin         | Zeit (min) |
| ----- | ------------------ | ---------- |
| 1     | Priska Nufer       | 2:07,56    |
| 2     | Rahel Kopp         | 2:08,02    |
| 3     | Nathalie Gröbli    | 2:08,39    |
| 4     | Lindy Etzensperger | 2:08,62    |
| 5     | Nicole Good        | 2:08,63    |
| 6     | Luana Flütsch      | 2:08,71    |
| 7     | Jasmina Suter      | 2:09,37    |
| 8     | Noémie Kolly       | 2:09,63    |
| 9     | Janine Schmitt     | 2:10,59    |
| 10    | Delia Durrer       | 2:10,88    |

Datum: 22. März 
 Ort: Stoos